# تپه غایبعلی
تپه غایبعلی مربوط به دوره ایلخانی - دوره قاجار است و در شهرستان پارس‌آباد، بخش مرکزی، روستای اسلام‌آباد واقع شده و این اثر در تاریخ ۱۰ خرداد ۱۳۸۲ با شمارهٔ ثبت ۸۸۹۷ به‌عنوان یکی از آثار ملی ایران به ثبت رسیده است.